# Supercoupe d'Italie de football 2008
Navigation
Supercoupe d'Italie 2007 Supercoupe d'Italie 2009
La Supercoupe d'Italie 2008 (italien : Supercoppa italiana 2008) est la vingt-et-unième édition de la Supercoupe d'Italie, épreuve qui oppose le champion d'Italie au vainqueur de la Coupe d'Italie. Disputée le 24 août 2008 au stade Giuseppe-Meazza à Milan devant 43 400 spectateurs, la rencontre est remportée par l'Inter de Milan aux dépens de la Roma sur le score de 2-2 après prolongations, 6 tirs au but à 5.

## Feuille de match
| 24 août 2008                                                                  | Inter de Milan              | 2-2 a.p.                                                                | AS Rome                      | Stade Giuseppe-Meazza, Milan                          |                                                       |
|                                                                               | Muntari 18e · Balotelli 84e | (1-0)                                                                   | 60e De Rossi · 90+1e Vučinić | Spectateurs : 43 400 Arbitrage : Massimiliano Saccani | Spectateurs : 43 400 Arbitrage : Massimiliano Saccani |
| Ibrahimović · Balotelli · Stanković · Maxwell · Cambiasso · Jiménez · Zanetti | Tirs au but 6-5             | Vučinić · Júlio Baptista · De Rossi · Cassetti · Totti · Pizarro · Juan |                              | Spectateurs : 43 400 Arbitrage : Massimiliano Saccani | Spectateurs : 43 400 Arbitrage : Massimiliano Saccani |

| Inter de Milan | AS Rome |

| Gardien de but | 12 | Júlio César          |      |     |
| D              | 13 | Maicon               |      |     |
| D              | 16 | Nicolás Burdisso     |      | 91e |
| D              | 19 | Esteban Cambiasso    |      |     |
| D              | 6  | Maxwell              |      |     |
| M              | 4  | Javier Zanetti       |      |     |
| M              | 20 | Sulley Muntari       |      |     |
| M              | 5  | Dejan Stanković      | 120e |     |
| A              | 7  | Luís Figo            |      | 67e |
| A              | 33 | Mancini              |      | 72e |
| A              | 8  | Zlatan Ibrahimović   | 40e  |     |
| Remplaçants :  |    |                      |      |     |
| Gardien de but | 1  | Francesco Toldo      |      |     |
| D              | 24 | Nelson Rivas         |      | 91e |
| M              | 11 | Luis Antonio Jiménez |      | 72e |
| M              | 30 | Vitor Pelé           |      |     |
| A              | 9  | Julio Ricardo Cruz   |      |     |
| A              | 18 | Hernán Crespo        |      |     |
| A              | 45 | Mario Balotelli      | 113e | 67e |
| Entraîneur :   |    |                      |      |     |
| José Mourinho  |    |                      |      |     |

| Gardien de but    | 32 | Doni              |     |     |
| D                 | 77 | Marco Cassetti    | 85e |     |
| D                 | 5  | Philippe Mexès    |     |     |
| D                 | 4  | Juan              |     |     |
| D                 | 17 | John Arne Riise   |     | 79e |
| M                 | 16 | Daniele De Rossi  |     |     |
| M                 | 7  | David Pizarro     | 31e |     |
| M                 | 8  | Alberto Aquilani  |     | 89e |
| M                 | 20 | Simone Perrotta   |     | 86e |
| M                 | 19 | Júlio Baptista    |     |     |
| A                 | 9  | Mirko Vučinić     | 12e |     |
| Remplaçants :     |    |                   |     |     |
| Gardien de but    | 25 | Artur             |     |     |
| D                 | 2  | Christian Panucci |     |     |
| D                 | 15 | Simone Loria      |     |     |
| D                 | 22 | Max Tonetto       |     | 79e |
| M                 | 33 | Matteo Brighi     |     |     |
| A                 | 10 | Francesco Totti   |     | 86e |
| A                 | 89 | Stefano Okaka     |     | 89e |
| Entraîneur :      |    |                   |     |     |
| Luciano Spalletti |    |                   |     |     |